# 敘利亞-瑪拉巴禮天主教科塔曼格拉姆教區
敘利亞-瑪拉巴禮天主教科塔曼格拉姆教區（拉丁語：Eparchia Kothamangalamensis）是東儀天主教的一個教區（敘利亞－瑪拉巴禮），包括印度喀拉拉邦埃爾訥古勒姆縣和伊杜基縣的一部分，受埃爾訥古勒姆暨安加馬里大總教區管轄。
教區成立於1956年7月29日，2009年有教友261,750名，佔轄區總人口百分之33.4。由173名司鐸名管理141個堂區。現任教區主教為喬治·默德特坎達蒂爾。